# Rag Doll (Aerosmith)
Rag Doll is een nummer van de Amerikaanse rockband Aerosmith wat op 3 mei 1988 op single werd uitgebracht. Het is de vierde en laatste single van hun negende studioalbum Permanent Vacation uit 1987 en werd pas begin 1989 een hit.
De plaat werd een kleine hit in de Verenigde Staten, Canada, het Verenigd Koninkrijk, Ierland, Italië en in Nederland. In het Verenigd Koninkrijk bereikte de plaat slechts de 42e positie van de UK Singles Chart. In thuisland de Verenigde Staten bereikte de single de 17e positie van de Billboard Hot 100. 
In Nederland werd de plaat veel gedraaid op Radio 3 en werd een radiohit in de destijds twee hitlijsten op de nationale publieke popzender. De plaat bereikte de 19e positie in de Nederlandse Top 40 en de 16e positie in de Nationale Hitparade Top 100. 
In België werden zowel de Vlaamse Ultratop 50 als de Vlaamse Radio 2 Top 30 niet bereikt.